# Sauropsida
Sauropsida („fețe de șopârlă”) este o cladă de amniote, echivalentă în mare măsură cu clasa Reptilia, deși este folosită de obicei într-un sens mai larg pentru a include rudele dispărute din grupul de tulpini ale reptilelor moderne. Sauropsida este taxonul soră lui Synapsida, cealaltă cladă de amniote care include mamiferele ca singurii reprezentanți moderni. Deși sinapsidele timpurii au fost menționate istoric ca „reptile asemănătoare mamiferelor”, toate sinapsidele sunt mai strâns legate de mamifere decât de orice reptilă modernă. Sauropsidele, pe de altă parte, includ toate amniotele mai strâns legate de reptilele moderne decât de mamifere. Aceasta include Aves (păsări), care sunt acum recunoscute ca un subgrup de reptile arhosauriene, în ciuda faptului că au fost numite inițial ca o clasă separată în taxonomia linneană.